# شریپاو
شریپاو جماعت و شهرکی در شمال غربی تاجیکستان است که در ناحیهٔ کان بادام ولایت سغد قرار دارد. جمعیت این جماعت ۱۸٬۷۵۰ نفر است.